# Niederburg (Konstanz)

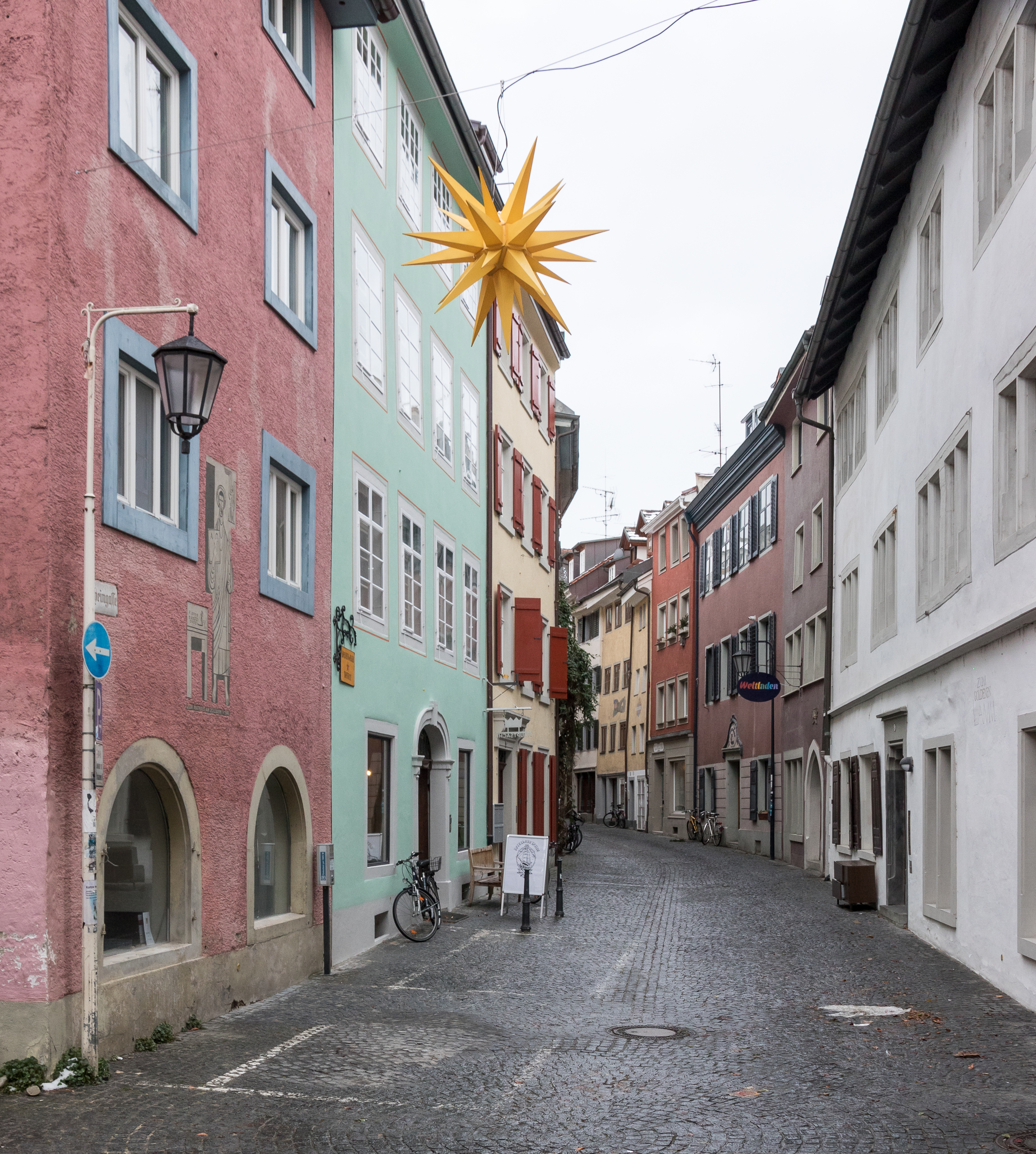
Rheingasse

Die Niederburg ist ein städtisches Viertel mit engen, winkligen Gassen und Häusern aus dem Mittelalter im linksrheinischen Stadtteil Altstadt von Konstanz. Die Niederburg liegt südlich des Seerheins und wird nördlich durch den Rheinsteig, östlich durch die Konzilstraße, westlich durch die Untere Laube und den Stadtteil Paradies sowie südlich durch das Münster auf dem Münsterhügel eingerahmt.

## Städtebauliche Struktur
Die Niederburg unterhalb der Residenz des Bischofs zum Seerhein hin wurde von Handwerkern, Fischern und kleinen Kaufleuten bewohnt. Darunter waren auch „Hörige“, die dem Bischof gegenüber abgabepflichtig waren. Weiter wohnten hier Domherren des Bischofs. Ein Teil der Gebäude wurden während des Stadtbrands von 1355 zerstört. Die Gassen sind gekrümmt angelegt, damit feindlichem Beschuss Einhalt geboten werden konnte.

## Besondere Gebäude und Gassen

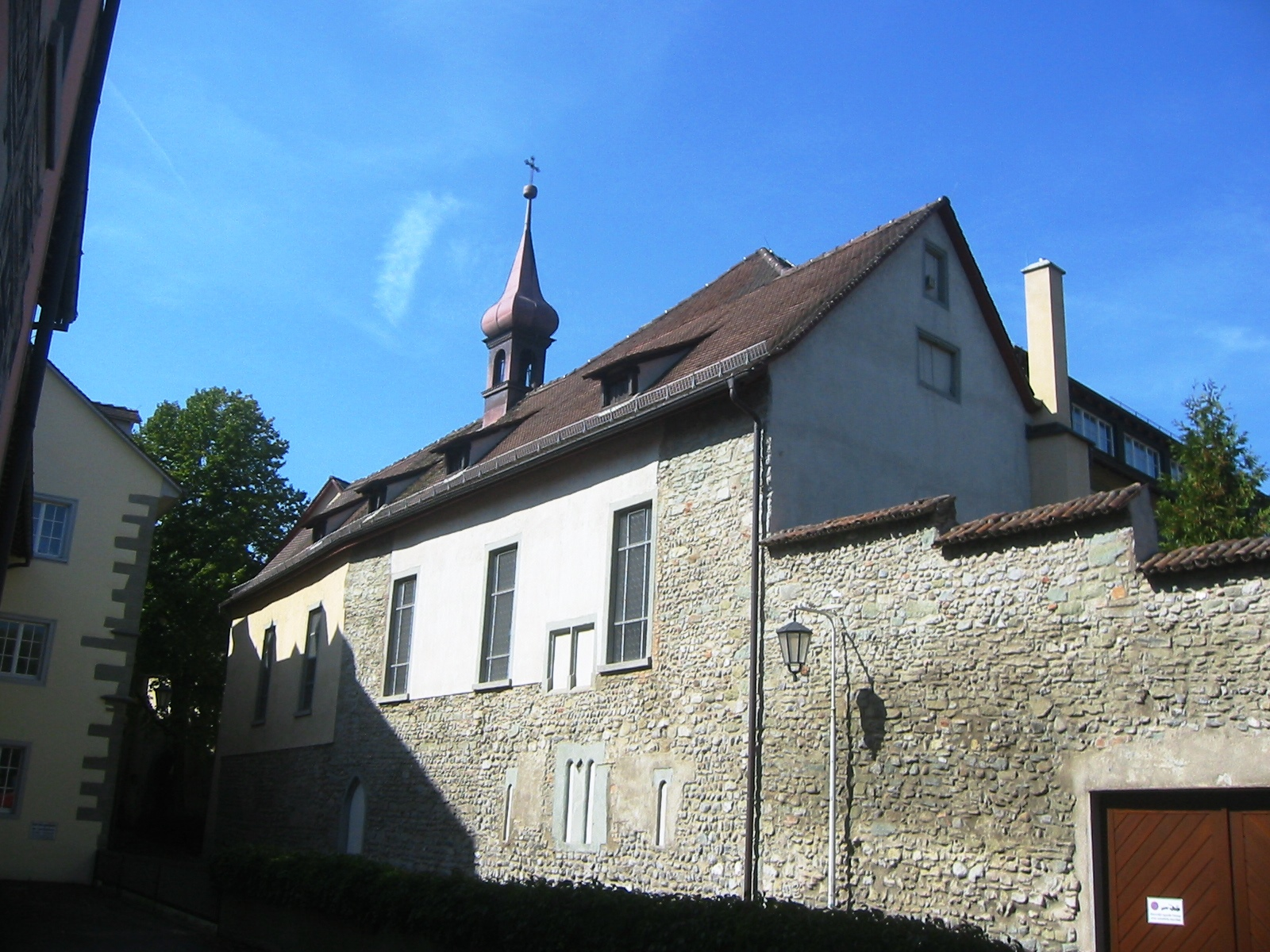
Kloster Zoffingen, Ansicht von der Brückengasse

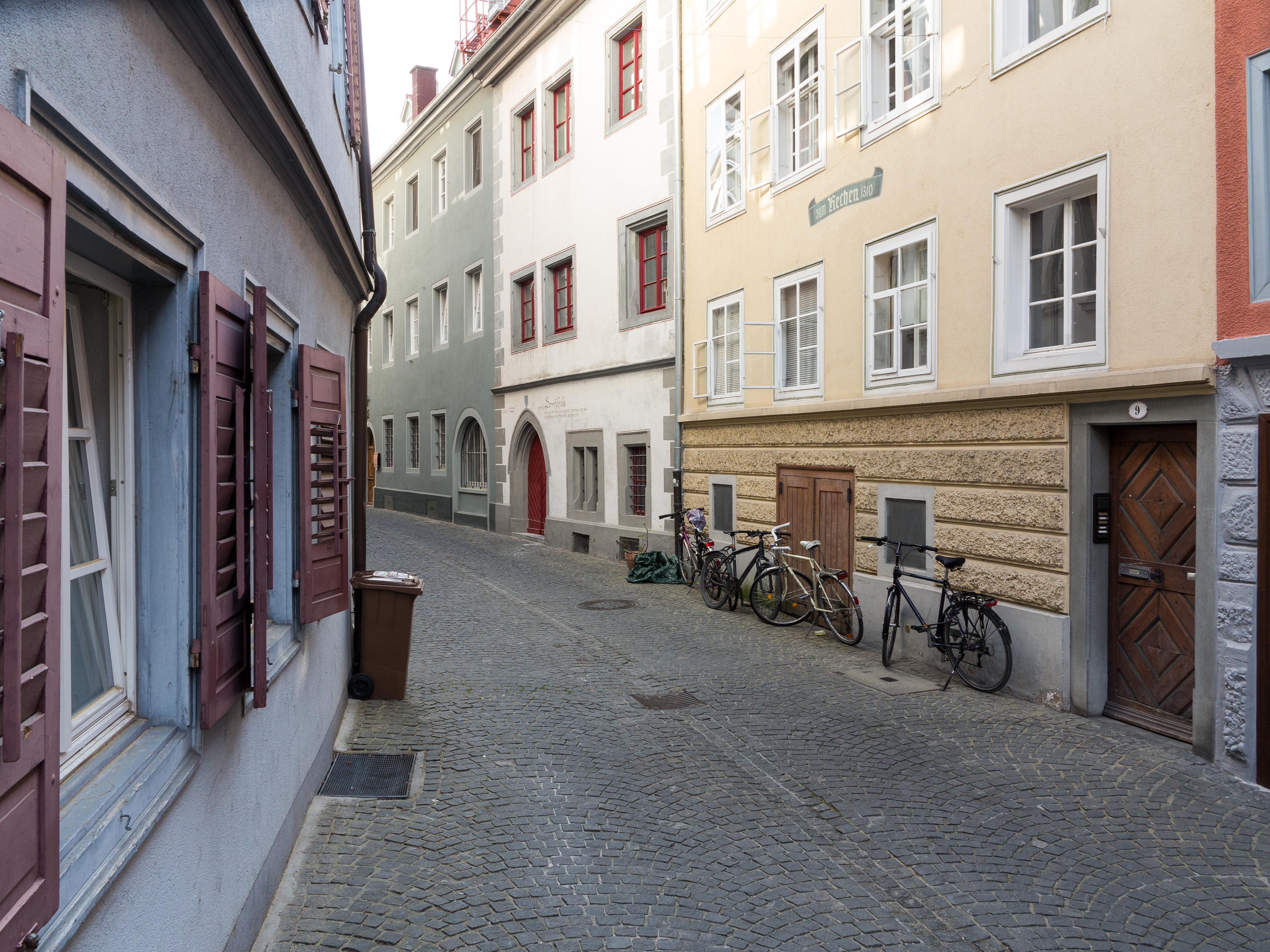
Konradigasse in der Altstadt (Niederburg) von Konstanz

In der Brückengasse 1 befindet sich die ehemalige Kirche St. Johann (heute Restaurants und div. Dienstleistungen). Weiter sind in der Brückengasse das Dominikanerinnenkloster Zoffingen aus dem 13. Jahrhundert und die Spitalkellerei Konstanz. Am westlichen Rand in der Gerichtsgasse ist das Landgericht, am östlichen das Stadttheater Konstanz und die barocke Christuskirche.
Die Häuser aus dem Mittelalter sind im Gassengewirr an ihren Häusernamen und Jahreszahlen erkennbar. Die Rheingasse führt auf die frühere Rheinbrücke mit dem Rheintorturm zu. Die Inselgasse verbindet mit der Dominikanerinsel. Die Häuser in der Niederburggasse sind aus dem 15. Jahrhundert. In der Konradigasse 3 war die ehemalige Domschule.

## Handel und Handwerk
In der Niederburg haben sich Gaststätten und Weinstuben in alten Gemäuern erhalten. Ferner ist die Niederburg ein Standort für besondere Handwerke wie Polsterei, Geigenbau und Bleiglasfensterwerkstatt. Fachgeschäfte und Einzelhändler haben ein vielfältiges Angebot.